# Enoplus bisetosus
Enoplus bisetosus is een rondwormensoort uit de familie van de Enoplidae.